# Mordechai Spiegler

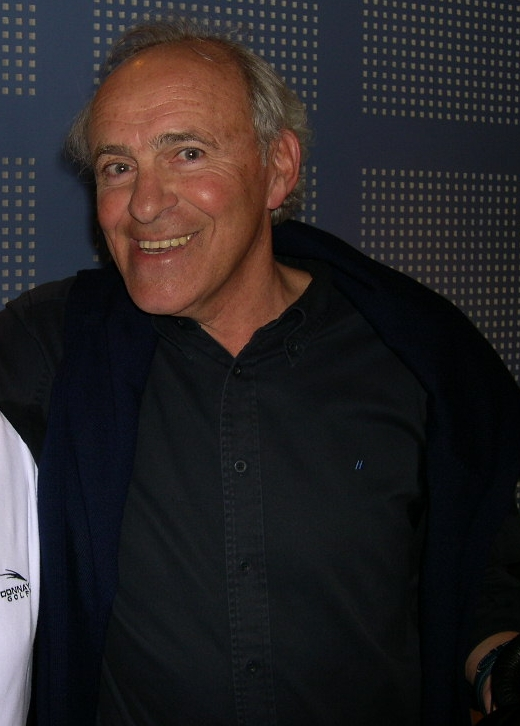
Spiegler in späteren Jahren

Mordechai Spiegler (hebräisch מרדכי שפיגלר; * 19. August 1944 in Sotschi, damals Sowjetunion, heute Russland) ist ein ehemaliger israelischer Fußballspieler und -trainer. Er kam im Alter von fünf Jahren nach Israel und sollte sich dort zu einem der herausragendsten Spieler in der Fußballgeschichte des Landes entwickeln. Als Kapitän führte er die Israelische Fußballnationalmannschaft zur Teilnahme an den Olympischen Spielen 1968 und der Weltmeisterschaft 1970. Mit dem Verein Maccabi Netanja wurde er 1971 als Spieler und 1983 als Trainer israelischer Meister.

## Karriere

### Vereine
Spiegler begann seine Spielerlaufbahn 1962 bei Maccabi Netanja. Zwischen 1966 und 1969 wurde er dreimal Torschützenkönig der israelischen Liga. 1971 führte der im offensiven Mittelfeld und im Sturm einsetzbare Spiegler Netanja zur ersten Meisterschaft der Vereinsgeschichte. Insgesamt brachte er es in Israel auf 375 Ligaspiele und 168 Tore. In der ewigen Torschützenliste Israels nimmt er dabei den 5. Rang ein. In den Jahren 1966, 1969, 1970 und 1971 wurde er dabei auch zum Fußballer des Jahres von Israel gekürt.
Als 1969 der FC Bayern Hof als erste deutsche Sportmannschaft Israel bereiste, verstärkte er mit weiteren Nationalspielern bei der zweiten Partie der Hofer den damaligen Rekordmeister Hapoel Petach Tikwa, der das Spiel mit 3:0 gewann. Spiegler steuerte dazu einen Treffer bei.
Juli bis Anfang August 1970 trainierte er bei West Ham United in London und kam auch in einem Testspiel gegen Portsmouth FC zum Einsatz, wo er Trainer Ron Greenwood zu beeindrucken wusste. Doch der Zugang für Ausländer war damals noch sehr schwierig im englischen Profifußball, und Spiegler hätte erst einige Zeit als Amateur spielen müssen, um seine Spielberechtigung für die First Division zu erhalten. Das konnte er sich als Familienvater nicht leisten. Ursprünglich wollte er sich danach dem FC Nantes in Frankreich anschließen, er kehrte aber dann zu Maccabi Netanja zurück.
Im Jahre 1972 wechselte Spiegler nach Frankreich zu Paris FC. Bereits im Jahr darauf schloss er sich dem Zweitligisten Paris Saint-Germain an, mit dem er den Aufstieg in die erste Liga schaffte. Nach einer Saison kehrte er wieder nach Israel zu Maccabi Netanja zurück, um schließlich 1975 zu Beginn der Blütezeit der North American Soccer League einem Angebot von New York Cosmos zu folgen. Er blieb auch in den USA nur für eine Spielzeit. Bis 1978 spielte er erneut für Netanja, ehe er zum vermeintlichen Karriereabschluss eine Saison als Spielertrainer bei Hapoel Haifa absolvierte. In der Saison 1981/82 war er noch für Beitar Tel Aviv am Ball, konnte aber dort den Abstieg der Mannschaft in die zweite Liga nicht verhindern.

### Nationalmannschaft
Sein Debüt für das israelische Nationalteam gab Spiegler am 2. Januar 1964 gegen Hongkong. Im Mai und Juni 1964 gewann er mit der Nationalmannschaft die in Israel stattfindende dritte Fußball-Asienmeisterschaft, die zwischen den Gastgebern, Südkorea, Indien und Hongkong ausgespielt wurde. Er erzielte dabei zwei Treffer, was ihn gemeinsam mit dem Inder Inder Singh zum Torschützenkönig machte.
Als Mannschaftskapitän führte er Israel zur Teilnahme am Fußballturnier der Olympischen Sommerspiele 1968 in Mexiko, bei dem die Mannschaft bis in das Viertelfinale vordrang. Dort schied Israel nach unentschiedenem Spielausgang nach Verlängerung aufgrund eines Losentscheides gegen Bulgarien schließlich aus. Ein Elfmeterschießen zur endgültigen Spielentscheidung war zu jener Zeit noch nicht vorgesehen.
In den beiden Jahren darauf führte Spiegler die Nationalmannschaft zur bislang einzigen Teilnahme Israels bei einer Fußball-Weltmeisterschaft. Nachdem Nordkorea, Sensationsmannschaft der Fußball-Weltmeisterschaft 1966, in der Qualifikation nicht in Israel hatte antreten wollen, verblieben für Israel nur mehr die ozeanischen Nationen Neuseeland und Australien als Gegner. Israel besiegte dabei Neuseeland in zwei Spielen in Tel Aviv mit 2:0 und 4:0. Gegen Australien gewann Israel zu Hause mit 1:0 – dies war dabei das einzige der Qualifikationsspiele, in dem Spiegler kein Tor erzielte. Beim Rückspiel in Sydney erzielte er den frühen Führungstreffer Israels, das aber in der Schlussphase noch den Ausgleich hinnehmen musste.
Beim Turnier in Mexiko 1970 unterlag Israel zunächst dem späteren Vierten dieser WM, Uruguay, mit 0:2, doch gelangen in den beiden weiteren Gruppenspielen mit Unentschieden gegen Schweden und den Europameister und späteren Vizeweltmeister Italien zwei Achtungserfolge. Israel schied dennoch bereits nach der Vorrunde aus. Beim Remis gegen Schweden traf Spiegler mit einem sehenswerten Volleyschuss zum 1:1-Endstand, was als „Tor von Toluca“ bekannt wurde.
Seinen letzten Einsatz für Israel bestritt er am 20. März 1977 bei einem Weltmeisterschafts-Qualifikationsspiel in der südkoreanischen Hauptstadt Seoul, das die Gastgeber mit 3:1 gewannen. Insgesamt bestritt Spiegler 57 von der FIFA anerkannte A-Länderspiele, in denen er 24 Tore erzielte. In diversen Listen wird die Anzahl seiner Länderspiele auch mit 82 angegeben und ihm dabei 32 Tore zugeschrieben. Diese Länderspiele beinhalten aber auch Spiele im Rahmen von Olympischen Spielen sowie Spiele gegen U-23 Mannschaften und Stadtauswahlen. Spiegler ist Rekordtorschütze der israelischen Nationalmannschaft.
Er ist der einzige Spieler, der für Israel vier Tore in einem Spiel erzielte: Beim 4:0-Erfolg im Freundschaftsspiel gegen die USA am 25. September 1968 erzielte er alle Treffer in den letzten zwanzig Minuten. Darüber hinaus gelangen ihm zwei Hattricks für die Nationalmannschaft.

### Weiteres
Nachdem Spiegler 1977 bereits als Spielertrainer bei Hapoel Haifa tätig gewesen war, trainierte er auch Maccabi Haifa und Beitar Tel Aviv; mit Beitar stieg er 1982 als Spielertrainer in die zweite Liga ab. Höhepunkt seiner Trainerlaufbahn war die israelische Meisterschaft 1983 mit seinem Stammverein Netanja, die bislang letzte Meisterschaft des Vereins.
Im Jahre 2003 wurde Spiegler zum 50-jährigen Jubiläum der UEFA als bedeutendster israelischer Spieler der letzten 50 Jahre zum Golden Player seines Landes erkoren.

## Erfolge

### Als Spieler
- Israelischer Meister: 1971
- Fußballer des Jahres (Israel): 1966, 1969, 1970, 1971
- Torschützenkönig: 1966 (17 Tore), 1968 (38), 1969 (25)

### Als Trainer
- Israelischer Meister: 1983